# Рорбах-Берг
Рорбах-Берг (нім. Rohrbach-Berg) — місто і муніципалітет в Австрії, у федеральній землі Верхня Австрія.
Центр округу Рорбах. Населення становить 2448 осіб безпосередньо у місті Рорбах-Берг і 5183 особи у муніципалітеті (на 1 січня 2019 року). Займає площу 37,90 км². Муніципалітет був утворений 1 травня 2015 року шляхом злиття двох муніципалітетів Рорбах-ін-Оберестеррайх та Берг-бай-Рорбах